# Marius Trygg
Marius Trygg (* 1. Juni 1976 in Oslo) ist ein norwegischer Eishockeyspieler (Stürmer), der momentan für die Stavanger Oilers in der GET-ligaen spielt. 1999 gab er sein Debüt in der Nationalmannschaft. Sein Zwillingsbruder Mats Trygg und sein Bruder Mathias Trygg sind ebenfalls professionelle Eishockeyspieler. 

## Karriere
Marius Trygg begann seine Karriere als Eishockeyspieler in der Nachwuchsabteilung von Manglerud Star Ishockey, ehe er von 1994 bis 1996 für die Profimannschaft der Spektrum Flyers in der GET-ligaen, der höchsten norwegischen Spielklasse, aktiv war. Anschließend kehrte er für drei Jahre zu Manglerud Star Ishockey zurück. Im Sommer 1999 unterschrieb der Flügelspieler einen Vertrag bei Färjestad BK in der schwedischen Elitserien. Hier spielte vier Jahre und wurde 2002 schwedischer Meister sowie 2001 und 2003 jeweils Vizemeister. Von 2003 bis 2005 spielte er anschließend je ein Jahr lang in der zweitklassigen HockeyAllsvenskan für Hammarby IF und die Nybro Vikings.
Die Saison 2005/06 verbrachte Trygg beim ETC Crimmitschau in der Eishockey-Oberliga, der dritten deutschen Spielklasse. Dort konnte er mit 42 Scorerpunkten, davon 16 Tore, in 31 Spielen überzeugen, woraufhin er in seine norwegische Heimat zurückkehrte, wo er einen Vertrag bei den Stavanger Oilers erhielt. Mit diesen wurde er in der Saison 2009/10 erstmals in seiner Laufbahn Norwegischer Meister und ein Jahr später Vizemeister. 

### International
Für Norwegen nahm Trygg im Juniorenbereich an der U18-Junioren-Europameisterschaft 1994 sowie den U20-Junioren-B-Weltmeisterschaften 1994 und 1995 teil. Im Seniorenbereich stand er im Aufgebot seines Landes bei den B-Weltmeisterschaften 2002, 2003, 2004 und 2005 sowie bei den A-Weltmeisterschaften 1999, 2000, 2001, 2006 und 2007.

## Erfolge und Auszeichnungen
- 2001 Schwedischer Vizemeister mit Färjestad BK
- 2002 Schwedischer Meister mit Färjestad BK
- 2003 Schwedischer Vizemeister mit Färjestad BK
- 2010 Norwegischer Meister mit den Stavanger Oilers
- 2011 Norwegischer Vizemeister mit den Stavanger Oilers

### International
- 2005 Aufstieg in die Top-Division bei der Weltmeisterschaft der Division I

## Statistik
(Stand: Ende der Saison 2010/11)